# Куиил
Куиил (англ. Kuiil) — вымышленный персонаж из франшизы «Звёздные войны», который впервые появился в первом сезоне телесериала Disney+ «Мандалорец». Он — инопланетянин из расы угнотов, который является бывшим рабом Галактической Империи. Он живёт в одиночестве, когда он встречает главного героя сериала и помогает ему в поисках и защите молодого инопланетянина, известного как «Дитя».
Куиил изображён как мудрый, терпеливый и трудолюбивый персонаж, который обладает высоким уровнем механических навыков и грубоватой, но всё же добросердечной личностью. Куиила озвучивает Ник Нолти, который записал все диалоги своего персонажа всего за один день. Роль Куиила на съёмочной площадке исполняла Мисти Росас, которая во время съёмок носила аниматронную маску лица, созданную Legacy Effects.
Лицо Куиила было оживлено с помощью аниматроники и кукловодства, причём в рюкзаке и карманах костюма Куиила были спрятаны электроника и провода. Три кукловода управляли ртом и бровями маски, в то время как Росас выступала перед камерой, пытаясь сделать так, чтобы движения лица персонажа соответствовали вокальным трекам Нолти. Этот процесс часто оказывался сложным, особенно когда кукловоды не улавливали сигналы Росас во время слабо освещённых сцен.
Взаимодействие Куиила с дроидом-охотником за головами IG-11 отражает тему воспитания, распространённую среди множества персонажей на протяжении всего первого сезона «Мандалорца», а перепрограммирование Куиилом дроида из охотника в защитника вызвало среди обозревателей дискуссии на тему «социогенетизм или биогенетизм». Куилл был положительно воспринят как обозревателями, так и фанатами. Он был описан как любимчик среди фанатов, причём в нескольких рецензиях его назвали лучшим персонажем в сериале, а его фирменная реплика «Я всё сказал» стала одной из самых известных и любимых реплик из сериала.

## Появления
Куиил — инопланетянин из расы угнотов. Согласно его предыстории, которую он изложил в диалоге в «Мандалорце», до событий телесериала Куиил был продан в рабство Галактической Империи и провёл много лет, работая на них против своей воли. В какой-то момент шоу Куиил говорит, что во время своего рабства он работал на гено-фермах, принадлежащих предприятиям по клонированию. В конце концов он достаточно усердно трудился, чтобы погасить свой долг и заслужить свободу, а затем искал уединения в тихом мире, где ему больше не пришлось бы ни на кого работать. Куиил появился в трёх эпизодах первого сезона «Мандалорца», впервые появившись в дебютном эпизоде сериала под названием «Глава 1: Мандалорец», где показано, что он живёт на влагодобывающей ферме на планете Арвала-7 и работает фермером-влагособирателем.
В этом эпизоде Куиил сталкивается с главным героем шоу, охотником за головами, известным как Мандалорец, который стремится получить награду за неназванного персонажа, удерживаемого на планете Арвала-7. Куиил помогает Мандалорцу, когда на него нападают существа, известные как бларрги. Он приглашает Мандалорца в свой дом, где Куиил сообщает ему, что несколько других охотников за головами и наёмников приходили на Арвалу-7 в поисках цели Мандалорца. Куиил предлагает помочь охотнику за головами добраться до базы, где хранится его цель, в надежде, что как только цель будет захвачена, на Арвале-7 снова воцарится мир. Куиил учит Мандалорца ездить верхом на одном из захваченных бларргов, чтобы он мог добраться до базы.
Куиил появляется в следующем эпизоде, «Глава 2: Дитя», когда Мандалорец возвращается к нему с целью, которую он искал: молодым инопланетным существом, именуемым «Малышом». Куиил помогает Мандалорцу предотвратить кризис с группой инопланетных мусорщиков под названием джавы. После того, как джавы украли необходимые детали с корабля Мандалорца «Лезвие бритвы», Куиил помогает организовать торговую встречу между ними, что, по заверению Куиила, является лучшим способом вернуть Мандалорцу необходимые детали для ремонта его корабля. Куиил помогает заключить сделку, по которой джавы вернут детали, если Мандалорец соберёт для них яйцо у находящегося поблизости опасного существа под названием грязерог, что Мандалорец и делает. Собрав детали, Куиил в течение нескольких дней помогает Мандалорцу починить «Лезвие бритвы». Позже Мандалорец предлагает поделиться частью вознаграждения, которое он получит за то, что нашёл Малыша, но Куиил отказывается. Мандалорец также предлагает Куиилу сопровождать его за пределы планеты и работать на него, но Куиил отклоняет и эту просьбу, предпочитая свою мирную жизнь на Арвале-7 и желая никогда больше ни на кого не работать из-за своего прошлого с Империей.
Куиил вновь появляется в предпоследнем эпизоде шоу под названием «Глава 7: Расплата», где Мандалорец возвращается на Арвалу-7 со своей союзницей Карой Дьюн. Они обращаются за помощью к Куиилу в защите Малыша во время миссии на планете Неварро по устранению там имперского присутствия. Выясняется, что после того, как Мандалорец покинул Арвалу-7, Куиил нашёл и восстановил дроида-охотника за головами IG-11, которого Мандалорец уничтожил, чтобы спасти Малыша. После длительного процесса переобучения IG-11, чтобы он снова мог ходить и функционировать, Куиил перепрограммировал его на роль няньки и защитника, а не охотника. Куиил поручает IG-11 защищать Малыша и соглашается сопровождать Мандалорца, чтобы помочь защитить Малыша от имперского рабства, но при условии, что он возьмёт с собой IG-11 и своих бларргов. По пути на планету Куиил становится свидетелем того, как Малыш использует Силу, чтобы задушить Кару, приняв её за угрозу. В то время как другие члены группы не понимают его силы, Куиил рассказывает им о слухах, которые он слышал об этой Силе. Во время своего путешествия на Неварро Кара и отряд Мандалорца подвергаются нападению группы гигантских крылатых существ, которых они отбивают, потеряв при этом нескольких бларргов. Позже, изменив своё мнение после того, как Малыш спас ему жизнь, охотник за головами Гриф Карга раскрывает, что их миссия является засадой, после чего Мандалорца должны были убить, а Малыша передать имперцам. Кара, Мандалорец и Гриф вместо этого разрабатывают новый план: они оставят Малыша в безопасности, доставят Мандалорца к имперцам, как будто он пленник, а затем уничтожат их.
По просьбе Мандалорца Куиил соглашается отвезти Малыша обратно на «Лезвие бритвы» на своём бларрге, в то время как Мандалорец, Кара и Гриф пытаются уничтожить имперцев. Когда имперский лидер мофф Гидеон позже заманивает Мандалорца и его отряд в ловушку, охотник за головами связывается с Куиилом и убеждает его поспешить вернуться на корабль и заблокировать его для защиты Малыша, но два имперских разведчика на спидерах перехватывают сообщение и спешат остановить Куиила. Куиил скачет на своём бларрге так быстро, как только возможно, и почти достигает «Лезвия бритвы», но в него стреляют разведчики, которые затем забирают Малыша. В финале сезона «Глава 8: Искупление» Куиила не видно, но Мандалорец возвращается, чтобы похоронить его, создав импровизированное надгробие со шлемом Куиила, лежащим на могиле из камней.

## Характеризация
Куиил ценит мир и умиротворение, которые он установил на Арвале-7, о чём свидетельствует его готовность помочь Мандалорцу и другим охотникам за головами, которые путешествуют в поисках награды, которую они ищут. Он считает, что это поможет сохранить мир, и что вывод цели с планеты восстановит спокойствие в Арвале-7. История рабства Куиила у Империи означает, что он сильно ценит свою свободу и независимость, и у него нет желания снова работать на кого-либо, кроме себя, о чём свидетельствует его отказ от предложения Мандалорца о работе. Куиил упорно трудился, чтобы избавиться от своего прошлого и начать новую жизнь для себя. Кори Планте из Inverse написал: «В ценностях Куиила есть что-то достойное восхищения. Он скромный, непритязательный персонаж, который не утруждает себя размышлениями о какой-либо морали; он знает, чего хочет от жизни, и каждый выбор, который он делает, способствует достижению этой цели». Однако, хотя Куиил пытается избежать конфликта любой ценой, он без колебаний помогает нуждающимся. У него сильно развито чувство чести, и он верит в то, что нужно поступать правильно, о чём свидетельствует его готовность рискнуть своей безопасностью и с таким трудом завоёванной свободой, чтобы помочь Малышу. Ценность, которую он придаёт свободе из-за своего опыта, влияет на его решимость защитить Малыша от Империи.
Куиил говорит прямо и без колебаний, используя мало слов и часто пресекая любые дальнейшие аргументы или ответы одной фразой: «Я всё сказал». Актриса Мисти Росас, которая исполнила роль Куиила, сказала, что она не считает, что реплика должна быть высокомерной или неуважительной, а скорее отражает жизненную философию Куиила: «Он просто упрощает всё в жизни и просто говорит: „Я всё сказал. Ты знаешь, мы закончили говорить об этом. Не усложняй, не переусердствуй“». Тем не менее, манера Куиила быть немногословным привела к тому, что рецензенты описали его как дружелюбного и сварливого, хотя под своей порой грубой внешностью он всё же добросердечен, о чём свидетельствует сострадание, которое он проявляет как к IG-11, так и к Малышу. Планте написал: «Он производит впечатление глубоко рационального человека, достойного восхищения, даже если многие люди могут принять его за козла».
Куиил чрезвычайно трудолюбив, обладает высоким уровнем механических навыков и ремесленничеством. Он очень изобретателен и хорошо владеет технологиями, о чём свидетельствует его способность ремонтировать IG-11 и «Лезвие бритвы». Куиил очень умён, предлагая мудрость и руководство посетителям Арвалы-7. Он прожил долгое время и видел и пережил много ужасных вещей в результате своего прошлого в качестве раба, привившего ему закалённую усталость от мира. Куилл осторожный, стоический и терпеливый, и он демонстрирует спокойный и сдержанный темперамент даже перед лицом периодической нетерпеливости Мандалорца. Куиил также является учителем, и он это показывает, когда учит Мандалорца ездить верхом на бларрге и учит IG-11 ходить и снова действовать после его перепрограммирования. Это показывает склонность Куиила к терпению и самоутверждению, которые, по словам Меган Крауз из Den of Geek, являются «основой его характера и частью того, что делает его таким восхитительным». Его терпение дополнительно демонстрируется его готовностью потратить несколько дней, чтобы помочь Мандалорцу отремонтировать его корабль. Хотя Мандалорец испытывает трудности с доверием к кому-либо на протяжении всего серии, Куиил завоёвывает его доверие.
Как и у всех угнотов, у Куиила розовая кожа, белые волосы, вздёрнутый нос и толстые щёки. У него низкий, гортанный голос, который временами звучит как хриплое рычание.

## Концепция и создание

### Концепция
Куиил был создан как оригинальный персонаж для «Мандалорца», игрового телесериала во вселенной «Звёздные войны», который дебютировал на стриминговом сервисе Disney+ 12 ноября 2019 года. Концепт-арт был подготовлен для персонажа во время подготовки к производства, включая изображение от Кристиана Альцмана, где Куиил и Мандалорец едут верхом на бларргах рядом друг с другом, и ещё одно изображение от Джамы Джурабаева, где Куиил и Мандалорец находятся на его влагодобывающей ферме. Угноты впервые появились в фильме «Империя наносит ответный удар» (1980) в качестве рабочих Облачного города, а также вновь в его продолжении, «Возвращение джедая» (1983). Они также были показаны в телевизионных шоу «Звёздные войны: Войны клонов», «Звёздные войны: Повстанцы» и «Звёздные войны: Сопротивление», а также в различных романах по «Звёздным войнам». Персонаж Куиила был впервые публично анонсирован 28 октября с выпуском постера к «Мандалорцу», на котором был изображён исключительно этот персонаж. Первые кадры с Куиилом были показаны в трейлере «Мандалорца», который был выпущен 6 ноября 2019 года, менее чем за неделю до дебюта шоу. Трейлер включал краткий клип с Куиилом, а также небольшой фрагмент диалога из предстоящего шоу, в котором он сказал, что никогда раньше не встречал мандалорца, но слышал истории о них.

### Изображение

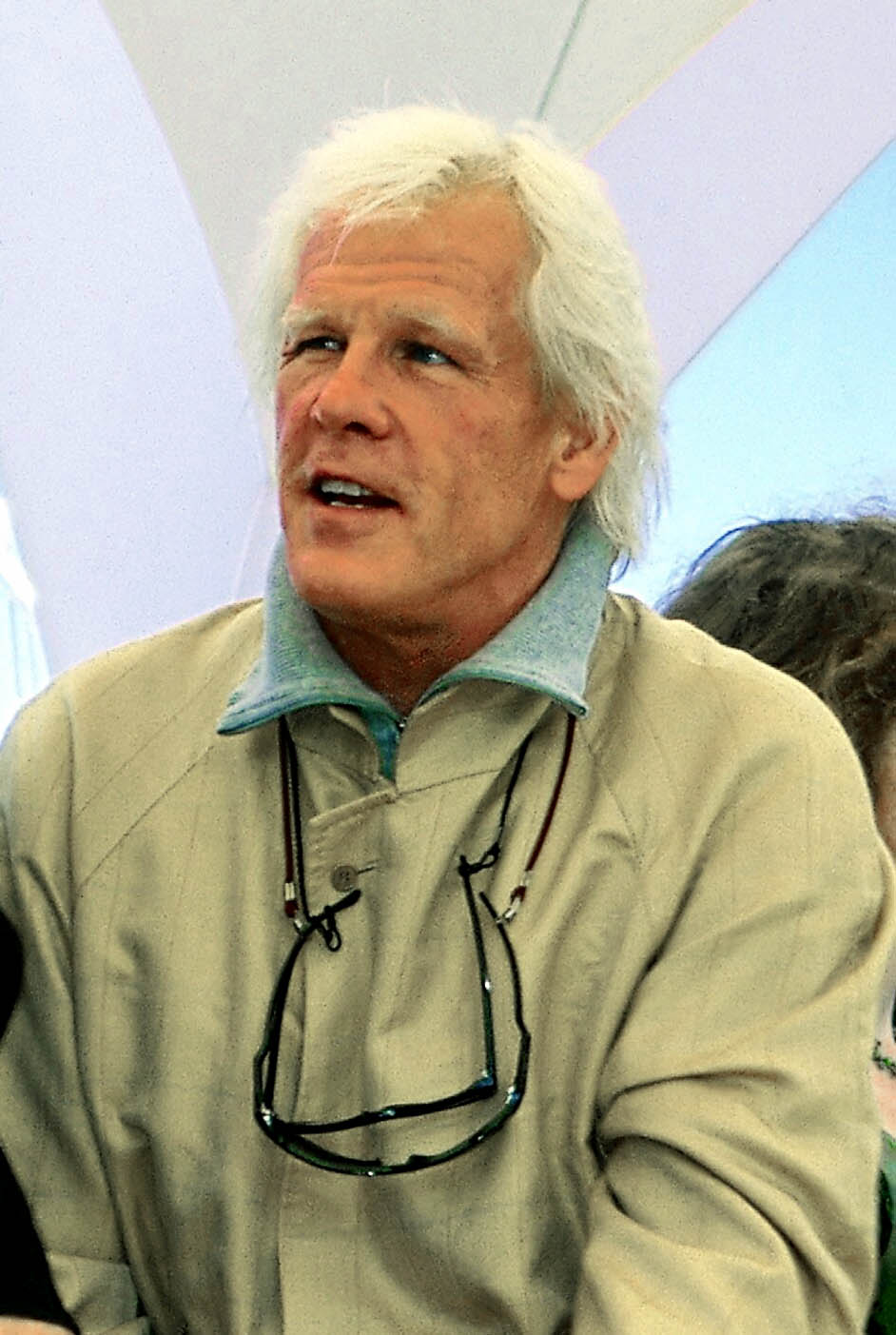
Актёр-ветеран Ник Нолти озвучил Куиила.

Куиила озвучивает актёр-ветеран Ник Нолти. Нолти всерьез рассматривался на роль Хана Соло в фильме «Новая надежда» (1977), но проиграл Харрисону Форду. В интервью 2011 года, за восемь лет до выхода «Мандалорца», Нолти сказал, что он был бы «своего рода туповатым парнем из „Звёздных войн“», если бы его взяли на роль. Нолти записал все диалоги Куиила в «Мандалорце» за один день в течение нескольких часов. Хотя новость просочилась в интернет ранее, 30 ноября 2018 года было объявлено, что Нолти официально получил роль в сериале, хотя персонаж, которого он будет изображать, изначально не был раскрыт. Он был третьим актёром, об участие которого было публично объявлено, после Педро Паскаля и Джины Карано.
Актриса и каскадёрша Мисти Росас исполняла роль Куиила на съёмочной площадке, назвав это «самой потрясающей работой в моей жизни». Летом 2018 года Росас устроила читку роли на прослушивании, хотя она договаривалась через своего агента прийти пораньше, чтобы мельком просмотреть сценарий и ознакомиться с материалом. Росас, которая родилась с 65%-ной потерей слуха в правом ухе, в то время испытывала проблемы со слухом и записалась на приём к ушному врачу всего за несколько часов до прослушивания. Она переживала, что эти проблемы негативно скажутся на её прослушивании и что её заставят читать по губам, что, как она опасалась, «[уведёт её] со сцены».
Среди реплик, которые Росас произносила во время прослушивания, была фирменная фраза Куиила «Я всё сказал», и она полагала, что продюсеры изучали её исполнение этой реплики, чтобы оценить её понимание персонажа. Росас почувствовала непосредственную связь с персонажем, основанную на её собственном жизненном опыте, сказав: «Я знаю, что значит бороться за свою свободу». Росас также сказала, что она связана с мудрой и вдумчивой личностью персонажа благодаря своей регулярной практике йоги.

### Костюм
Лицо Куиила было оживлено с помощью аниматроники и кукловодства, а маска головы была создана Legacy Effects, студией специалистов по сложному гриму, основанной Стэном Уинстоном. Само лицо представляло собой маску из вспененного латекса, которую Росас также носила для этой роли. Ртом и бровями управляли три кукловода, пока Мисти Росас исполняла роль. В рюкзаке, который Куиил носил на протяжении всего шоу, была спрятана электроника к аниматронике маске для лица, а скрытые провода тянулись вдоль задней части шеи Росас от рюкзака к маске. Провода были разведены в стороны, чтобы предоставить Росас максимально возможную свободу движений. Батареи для маски были спрятаны в карманах костюма Куиила. Из-за всего этого оборудования маска была физически тяжёлой и оказывала большое давление на плечо, шею, спину и стабильность сердечника Росас. Однако Росас сказала, что вес костюма в конечном счёте помог её выступлению, поскольку он помог ей изобразить преклонный возраст и медленную скорость ходьбы Куиила.
Глаза Куиила не являются частью маски, и вместо них видны настоящие глаза Росас в контактных линзах. В отличие от некоторых костюмов, которые Росас надевала на прошлых выступлениях, она могла ясно видеть во время съёмок, но иногда ей было трудно дышать, потому что её рот был глубоко спрятан в маске. Иногда ей приходилось просить членов съёмочной группы открыть для неё горловину маски между дублями, чтобы она могла дышать свободнее. Некоторые рецензенты отметили, что маска Куиила, похоже, была создана так, чтобы напоминать лицо Ника Нолти.

### Съёмки

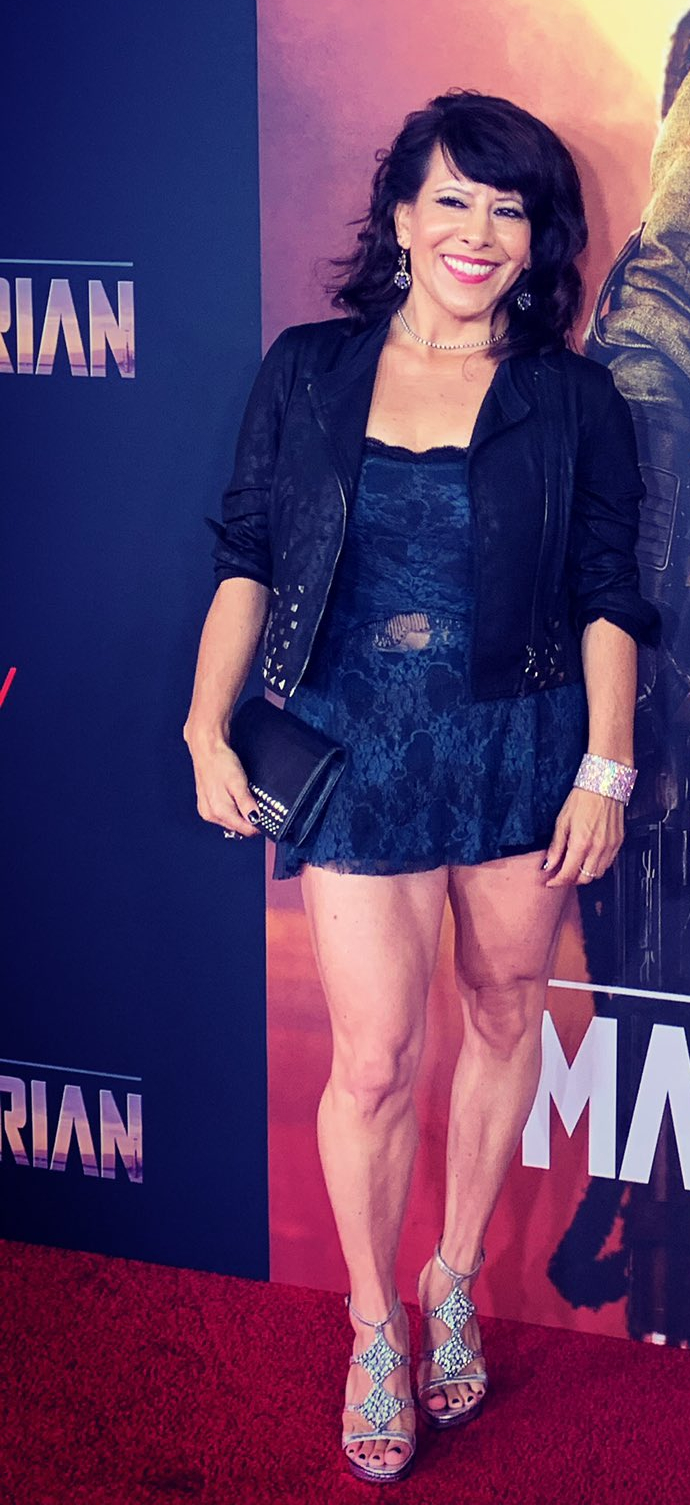
Роль Куиила исполняла актриса и каскадёрша Мисти Росас.

Перед тем, как были сняты сцены с участием Куиила, актёры и съёмочная группа «Мандалорца» провели частные репетиции с актрисой Мисти Росас, на которых она не носила костюм. Джон Фавро, создатель и шоураннер сериала, присутствовал на этих репетициях, во время которых они пытались определить ритм и хронометраж каждой сцены. Росас назвала репетиции «самыми нервирующими для меня». Ник Нолти записал реплики Куиила до того, как были сняты сцены с участием персонажа, предоставив съёмочной группе на выбор несколько дублей с различными исполнениями и вокальными данными. Росас показалось, что работа Нолти голосом для Куиила был «прекрасна». Записи оказывались доступны только утром во время съёмок, поэтому Росас заранее подготовилась к своим сценам, тщательно изучая реплики, чтобы съёмки прошли как можно более гладко.
Как только реплики были готовы, Росас и другие члены съёмочной группы, включая режиссёра эпизода, прослушивали различные записи, упорядочивали выбранные записи и готовились к съёмкам сцен. Кукловодам было сложно и часто с трудом удавалось сопоставить движения лица Куиила с вокальными треками Нолти во время съёмок; Мисти сказала о процессе: «Мы были так горды и так сильно этого хотели, поэтому мы действительно, действительно сосредоточились и работали очень усердно». Сцены с большим количеством реплик Куиила были особенно сложными. Росас и кукловоды тщательно готовились, чтобы обеспечить координацию их усилий, и во время съёмок она подавала им невербальный сигнал, указывающий, когда она собирается сказать реплику, чтобы они могли использовать маску. Иногда кукловоды не улавливали её сигналы, особенно во время сцен, которые были тускло освещены, и в результате приходилось делать несколько дублей.
Куиил часто держит Малыша на руках во время своих сцен в «Главе 7: Расплата», где Малыш представляет собой кукольный реквизит, наполненный аниматроникой. Это делало Малыша относительно тяжёлым, что иногда оказывалось непростой задачей для Росас, которой также приходилось справляться с весом аниматроники в её костюме. Один полный съёмочный день эпизода был посвящён тому, как Куиил катался на бларрге, процесс, который Росас описала как «интенсивный» из-за количества времени, которое она провела на ненастоящем существе, и скорости, с которой оно должно было бегать. Процесс был ещё более сложным, потому что на протяжении всех сцен она таскала с собой тяжёлый реквизит в виде аниматронного Малыша, и иногда ей требовались перерывы между дублями. Росас сказала: «У меня не совсем длинные ноги, поэтому я изо всех сил сжимала их и держала ребёнка». Тем не менее, Росас смогла перенести вес своего рюкзака, набитого аниматроникой, на седло бларрга во время съёмок сцен, что помогло уменьшить давление на её плечи, шею и спину.
В то время как музыка в финальных титрах «Мандалорца» обычно довольно оптимистична, для «Главы 7: Расплата» была использована более медленная и печальная композиция, потому что титры сразу последовали за смертью Куиила в финальной сцене.

## Темы
Динамика между Куиилом и IG-11 отражает тему воспитания, которая преобладает среди множества персонажей на протяжении всего первого сезона «Мандалорца». У этих двоих отношения, похожие на отношения отца и сына, что продемонстрировано в сцене, в которой Куиил учит IG-11, как действовать и функционировать после того, как дроид был перепрограммирован. Эта динамика похожа на ту, которую разделяют Мандалорец и Малыш на протяжении всего сезона. Сцены с Куиилом и IG-11 также демонстрируют, что то, как воспитывается персонаж-«ребёнок», существенно влияет на то, становится ли ребёнок ценным или угрозой для окружающих. Дроид был опасным убийцей до того, как Куиил перепрограммировал его, но благодаря воспитанию угнота он вместо этого стал защитником и помощником. Это тоже похоже на отношения между Мандалорцем и Малышом. Например, сцена, где Малыш использует Силу, чтобы задушить Кару Дьюн, показывает, что у Малыша есть потенциал стать злым, если его «родитель» не направит его должным образом.
Перепрограммирование Куиилом дроида IG-11 поднимает темы социогенетизма и биогенетизма в «Мандалорце». Даже после того, как IG-11 перепрограммирован, Мандалорец не верит, что он действительно изменился, потому что он считает, что дроиды имеют неотъемлемую природу и что природа IG-11 остаётся убийственной и ненадёжной. Но, перепрограммировав IG-11, Куиил заботится о нём и помогает ему измениться; Куиил считает, что в процессе повторного обучения тому, как функционировать, IG-11 обрёл новую личность. Куиил настойчиво говорит Мандалорцу: «Дроиды не хороши и не плохи — они нейтральные отражения тех, кто их программирует». Кит Фиппс из Vulture написал об IG-11 и теме «социогенетизме и биогенетизме»: «Он не плохой. Он просто так запрограммирован, и с заботой и переменами он может сделать много хорошего в мире».
Кроме того, Лео Холман из Comic Book Resources сказал, что персонаж Куиила поднимает вопросы о Галактической Империи, которые никогда ранее не рассматривались в «Звёздных войнах». Тот факт, что Куиил был наёмным слугой Империи, вызывает вопрос о том, является ли это распространённым типом имперской практики: «Это заставляет задуматься, сколько персонажей, которых мы видим на заднем плане, работающих на Империю в различных других фильмах и работах по „Звёздным войнам“, против своей воли стремятся к свободе?» Кроме того, тот факт, что Куиил в конечном счёте выплачивает свой долг и покупает себе свободу, поднимает ещё один вопрос о том, могут ли расы, порабощённые Империей, в конечном итоге заслужить свою свободу тяжёлым трудом, концепция, которая никогда не была представлена ни в каких других работах по «Звёздным войнам» до «Мандалорца».

## Культурное влияние

### Реакция критиков
Куилл был положительно воспринят как обозревателями, так и фанатами. Он был описан как любимчик среди фанатов, а в нескольких рецензиях его назвали лучшим персонажем в сериале. Его реплика «Я всё сказал» стала одной из самых известных и любимых реплик из сериала, и она стала предметом интернет-мемов, используемых фанатами. Кики Эванс из Screen Rant назвала её одной из «самых знаковых фраз» сериала. Лео Холман из Comic Book Resources объявил Куиила лучшим персонажем в «Мандалорце», написав: «На первый взгляд [Куиил] казался второстепенным персонажем, но с каждой строчкой диалога, которую произносил персонаж, он становился всё более интересным и помогал пролить свет на те части вселенной „Звёздных войн“, которые никогда не были исследованы». Чарли Риджли из Comicbook.com описал Куиила как «одно из самых запоминающихся дополнений к канону „Звёздных войн“ за последние годы». Скотт Сноуден из Space.com назвал Куиила одним из лучших персонажей сериала, описав его как причудливого, интересного и «прекрасно изображённого», и особенно похвалив уровень детализации и контроль аниматроники над выражением его лица. Кори Планте из Inverse назвал Куиила «лучшим и наиболее недооценённым персонажем» в сериале и сказал, что, по его мнению, выбор сделать представителя малоизвестной расы из «Звёздных войн» таким важным элементом шоу заставил франшизу чувствоваться больше и богаче. Он написал: «„Звездные войны“ стали лучше, потому что существует Куиил».
Мустафа Гатоллари из Distractify назвал Куиила одной из лучших деталей «Мандалорца» и похвалил шоу за то, что в нём так эффективно реализована раса угнотов, которые ранее были второстепенным элементом «Звёздных войн». К.В. Хаф из Screen Rant описал персонажа Куиила как «героического» и сказал, что этот персонаж «обязательно запомнится фанатам как один из лучших персонажей сезона». Меган Крауз из Den of Geek сказала, что, по её мнению, персонаж был похож на старого мудрого наставника, но это сработало хорошо, отчасти благодаря приятной личности Куиила и сильным выступлениям Нолти и Росас. Крауз написала: «Он — Оби-Ван Кеноби в этой истории, и прямо сейчас это нормально». Ноа Хауэлл из «Niner Times» назвал Куиила своим любимым персонажем в сериале, сказав, что его скромный и непритязательный характер «мгновенно заставил меня влюбиться в него». Он сравнил динамику Куилла и Мандалорца с динамикой Люка Скайуокера и Йоды в оригинальной трилогии «Звёздных войн». Ана Думараог сочла смерть Куиила прискорбной, но шоу хорошо справилось с ней. Эрику Кейну из «Forbes» понравилось, что Куиила не бросили после первых серий, и что вместо этого он вернулся, чтобы сыграть главную роль в финальных эпизодах сезона. Майк Хейл из «The New York Times» сказал, что Ник Нолти обеспечил персонажу «приятный едкий голос».
Screen Rant поставил Куиила на седьмое место в своём списке лучших персонажей первого сезона «Мандалорца» и на пятое место в отдельном списке самых интересных персонажей сезона. Когда Куиил был убит в «Главе 7: Расплата», эпизод закончился кадром, где его тело лежит без сознания. Фанаты из интернета выразили надежду, что в следующем эпизоде станет известно, что он выжил или что IG-11 или другой персонаж оживят его, пока его смерть не была подтверждена на экране. Некоторые фанаты предположили, что Мандалорец может в конечном итоге дать Малышу имя Куиил в память об угноте.

### Товары
31 декабря 2019 года Funko Pop анонсировало фигурку Куиила. В 2021 году Hasbro и Hot Toys выпустили фигурку в виде Куиила верхом на бларрге.

### Подкаст
- Rosas, Misty; Ballance, Brian (21 января 2020). Ep. 108 Misty Rosas (Podcast). The Interesting Podcast. Дата обращения: 22 января 2020.